# Monarca del paradís del Congo
El monarca del paradís del Congo (Terpsiphone rufocinerea) és un ocell de la família dels monàrquids (Monarchidae).

## Hàbitat i distribució
Habita els boscos del sud del Camerun, Guinea Equatorial, sud-oest de la República Centreafricana, nord-est de Gabon, República del Congo, sud-oest, oest, sud, nord i nord-est de la República Democràtica del Congo i nord-oest i oest d'Angola.

## Taxonomia
Alguns estudis demostren que és una espècie molt propera genèticament al monarca del paradís africà (Terpsiphone viridis)